# Rutger Hauer
Rutger Oelsen Hauer (AFI: [ˈrʏtxər ˈulsə(n) ˈɦʌuər]; Breukelen, 23 gennaio 1944 – Beetsterzwaag, 19 luglio 2019) è stato un attore e attivista olandese.

## Biografia
Nato nella provincia di Utrecht, crebbe ad Amsterdam, figlio, con tre sorelle, di una coppia di attori drammatici, Arend Hauer e Teunke Mellema. Sulle orme del nonno, capitano di lungo corso, a 15 anni lasciò la famiglia per imbarcarsi su una nave mercantile. Costretto a tornare sulla terraferma a causa del daltonismo da cui era affetto, svolse lavori saltuari di elettricista e carpentiere, mentre frequentava le scuole serali di recitazione.
Interruppe nuovamente le scuole per intraprendere per un breve periodo la carriera militare in marina, ma dopo poco si trasferì in Svizzera, dove cominciò a lavorare come guida alpina e, in seguito, come macchinista in un teatro di Basilea. Tornato ad Amsterdam, ottenne il diploma di arte drammatica nel 1967.

### Carriera

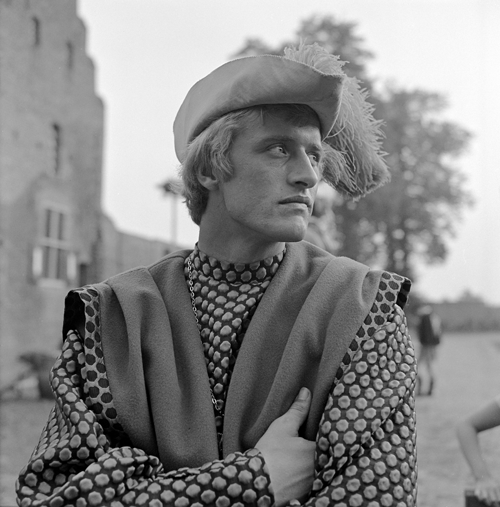
Hauer nel 1969 sul set della serie televisiva Floris

Durante gli anni sessanta si unì a un gruppo di recitazione sperimentale con il quale rimase per cinque anni, fino a quando nel 1969 ottenne un buon ruolo come cavaliere in Floris, una serie televisiva olandese ambientata nel medioevo, sulla scorta di Ivanhoe.
La sua carriera ebbe una svolta quando il regista Paul Verhoeven gli offrì un ruolo da protagonista nei film Fiore di carne, del 1973 (basato su un libro di Jan Wolkers), e in Kitty Tippel... quelle notti passate sulla strada (1974). La nuova star fu invitata al suo debutto in lingua inglese con Il seme dell'odio (1975), un dramma sulla vicenda dell'apartheid ambientato in Sudafrica, con Michael Caine e Sidney Poitier come protagonisti. Il ruolo di Hauer fu di supporto, ma sufficientemente impegnativo da metterlo in evidenza agli occhi di Hollywood. Successivamente partecipò a diverse produzioni in Europa, tra cui Donna tra cane e lupo (1979) e Soldato d'Orange (1979). Questi due film portarono Hauer al livello di un altro attore olandese di fama internazionale, Jeroen Krabbé.
Hauer fece il suo esordio a Hollywood nel film I falchi della notte (1981), al fianco di Sylvester Stallone. L'anno seguente venne chiamato da Ridley Scott per interpretare il suo ruolo a posteriori più noto, quello del replicante Roy Batty in Blade Runner (1982), un film di culto in cui pronunciò il monologo Io ne ho viste cose che voi umani... destinato a rimanere impresso nell'immaginario collettivo. Passò poi al filone avventuroso, dapprima corteggiando Theresa Russell nel film Eureka (1983), che ebbe però scarso successo, e quindi nel film romantico/fantastico Ladyhawke (1985) con Michelle Pfeiffer; nello stesso anno interpreta il soldato di ventura Martin nel film L'amore e il sangue, ancora di Verhoeven, in compagnia di Jennifer Jason Leigh.
I suoi personaggi continuavano a impressionare il pubblico, specialmente in The Hitcher - La lunga strada della paura (1986), dove interpretava un killer misterioso deciso a uccidere un automobilista (interpretato da C. Thomas Howell) e chiunque si mettesse sulla sua strada. Fu candidato al ruolo di protagonista in RoboCop, del suo amico Verhoeven, e fu proposto per Intervista col vampiro.
Il regista Ermanno Olmi, nel film La leggenda del santo bevitore (1988), evidenziò l'aspetto più delicato, mistico e spirituale della personalità di Hauer. Egli interpretava la parte di un senzatetto alcolizzato polacco che spira in una chiesa parigina mentre paga il suo debito con Dio. Nacque in quell'occasione un'amicizia con Olmi che durò fino alla scomparsa di quest'ultimo. Le qualità spirituali di Rutger furono impiegate, anche se con minore successo, anche da Phillip Noyce in Furia cieca (1989).
Dopo questo periodo egli ritornò alla fantascienza con Giochi di morte (1990), dove interpretava il ruolo di un campione di lotta in un violento gioco praticato in un'epoca successiva a un'apocalisse mondiale. Con Joan Chen, presente in questo film, interpretò altri due film, Sotto massima sorveglianza (1991) e 2049 - L'ultima frontiera (1996).
A partire dagli anni novanta Hauer apparve in pubblicità televisive e partecipò a diversi film a basso budget. Tra questi, Detective Stone (1992), in cui in una Londra inquinata e allagata a causa del riscaldamento globale, un investigatore dà la caccia a un serial killer. Nel 1994 partecipò al film televisivo Delitto di stato. Sempre sulla scia dei b-movie, da ricordare Omega Doom (1996), in cui Hauer interpretava nuovamente un androide. In questo periodo comparve anche nel video musicale On a Night Like This di Kylie Minogue. Nel 1998 vestì i panni del tiranno Vortigern in Merlino, miniserie televisiva prodotta e diretta da Steve Barron.

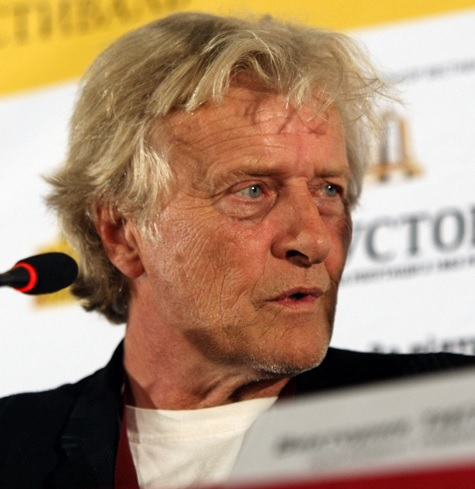
Rutger Hauer nel 2010

Nei primi anni duemila, oltre alla miniserie Il magico regno delle favole, Rutger apparve in parti minori di film importanti, come Confessioni di una mente pericolosa (2003), Sin City (2005) e Batman Begins (2005). Ebbe un ruolo nel film Il villaggio di cartone (2011) dell'amico Ermanno Olmi e nel visionario film I colori della passione (2011) di Lech Majewski, in cui interpretava il ruolo di Pieter Bruegel il Vecchio. Nel 2017 partecipò alla realizzazione del videogioco Observer prestando voce e fattezze al protagonista Daniel Lazarski, mentre nel 2019 doppiò il maestro Xehanort in Kingdom Hearts III in sostituzione dello scomparso Leonard Nimoy.

### Vita privata
Dal primo matrimonio con Heidi Merz ebbe una figlia, l'attrice Ayesha Hauer (1966), che lo rese nonno nel 1987 di Leandro Maeder, modello. In seguito si legò a Ineke Ten Kate, che sposò nel 1985.
Hauer svolse diverse attività a favore dell'ambiente e nel sociale. Nel 1994 si batté per la liberazione del cofondatore di Greenpeace Paul Watson (successivamente fondatore di Sea Shepherd Conservation Society), arrestato con l'accusa di avere causato l'affondamento di una nave baleniera. Costituì una fondazione, la Rutger Hauer Starfish Association per la ricerca sull'AIDS e l'aiuto dei malati nel mondo. Nel 2007 pubblicò un'autobiografia, All Those Moments: Stories of Heroes, Villains, Replicants, and Blade Runners, scritta con Patrick Quinlan.
È morto il 19 luglio 2019, dopo una breve malattia all'età di 75 anni nella città di Beetsterzwaag. La notizia è stata data dal suo agente solamente il 24 luglio, e il funerale si è svolto in forma privata lo stesso giorno.

## Filmografia

### Cinema
- Fiore di carne (Turkish Delight), regia di Paul Verhoeven (1973)
- Repelsteeltje, regia di Harry Kümel (1973)
- La donna che violentò sé stessa (Pusteblume), regia di Adrian Hoven (1974)
- Il seme dell'odio (The Wilby Conspiracy), regia di Ralph Nelson (1975)
- Kitty Tippel... quelle notti passate sulla strada (Keetje Tippel), regia di Paul Verhoeven (1975)
- Assassinio a sangue freddo (Das Amulett des Todes), regia di Ralf Gregan e Günter Vaessen (1975)
- Het jaar van de kreeft, regia di Herbert Curiel (1975)
- Max Havelaar (Max Havelaar of de koffieveilingen der Nederlandsche handelsmaatschappij), regia di Fons Rademakers (1976)
- Sweet love dolce amore (La donneuse), regia di Jean-Marie Pallardy (1976)
- Soldato d'Orange (Soldaat van Oranje), regia di Paul Verhoeven (1978)
- Pastorale 1943, regia di Wim Verstappen (1978)
- Mysteries, regia di Paul de Lussanet (1978)
- Donna tra cane e lupo (Femme entre chien et loup), regia di André Delvaux (1979)
- Grijpstra & De Gier, regia di Wim Verstappen (1979)
- Spetters, regia di Paul Verhoeven (1980)
- I falchi della notte (Nighthawks), regia di Bruce Malmuth (1981)
- Chanel Solitaire, regia di George Kaczender (1981)
- Blade Runner, regia di Ridley Scott (1982)
- Eureka, regia di Nicolas Roeg (1983)
- Osterman Weekend (The Osterman Weekend), regia di Sam Peckinpah (1983)
- Il nido dell'aquila (A Breed Apart), regia di Philippe Mora (1984)
- Ladyhawke, regia di Richard Donner (1985)
- L'amore e il sangue (Flesh and Blood), regia di Paul Verhoeven (1985)
- The Hitcher - La lunga strada della paura (The Hitcher), regia di Robert Harmon (1986)
- Wanted - Vivo o morto (Wanted: Dead or Alive), regia di Gary Sherman (1987)
- La leggenda del santo bevitore, regia di Ermanno Olmi (1988)
- I maledetti di Broadway (Bloodhounds of Broadway), regia di Howard Brookner (1989)
- Furia cieca (Blind Fury), regia di Phillip Noyce (1989)
- In una notte di chiaro di luna, regia di Lina Wertmüller (1989)
- Giochi di morte (The Blood of Heroes), regia di David Webb Peoples (1989)
- Sotto massima sorveglianza (Wedlock), regia di Lewis Teague (1991)
- Le mani della notte (Past Midnight), regia di Jan Eliasberg (1991)
- Detective Stone (Split Second), regia di Tony Maylam (1992)
- Beyond Justice, regia di Duccio Tessari (1992)
- Buffy l'ammazzavampiri (Buffy the Vampire Slayer), regia di Fran Rubel Kuzui (1992)
- Artic Blue (Arctic Blue), regia di Peter Masterson (1993)
- Sopravvivere al gioco (Surviving the Game), regia di Ernest Dickerson (1994)
- Nostradamus, regia di Roger Christian (1994)
- Scelte proibite (The Beans of Egypt, Maine), regia di Jennifer Warren (1994)
- Sangue innocente (Beyond Forgiveness), regia di Bob Misiorowski (1994)
- 2049 - L'ultima frontiera (Precious Find), regia di Philippe Mora (1996)
- Crossworlds - Dimensioni incrociate (Crossworlds), regia di Krishna Rao (1996)
- Omega Doom, regia di Albert Pyun (1996)
- Mariette in Ecstasy, regia di John Bailey (1996)
- Knockin' on Heaven's Door, regia di Thomas Jahn (1997)
- Blast, regia di Albert Pyun (1997)
- Hemoglobin - Creature dell'inferno (Bleeders), regia di Peter Svatek (1997)
- Redline (Deathline), regia di Tibor Takács (1997)
- Strategia mortale (Tactical Assault), regia di Mark Griffiths (1998)
- Caccia al serial killer (Bone Daddy), regia di Mario Azzopardi (1998)
- Simon Magus, regia di Ben Hopkins (1999)
- Partners in Crime, regia di Jennifer Warren (2000)
- Kylie Minogue: On a Night Like This, cortometraggio, regia di Douglas Avery (2000)
- Wilder - Indagine pericolosa (Wilder), regia di Rodney Gibbons (2000)
- Impulsi mortali (Lying in Wait), regia di D. Shone Kirkpatrick (2001)
- Turbolence 3 (Turbulence 3: Heavy Metal), regia di Jorge Montesi (2001)
- The Room, cortometraggio, regia di Rutger Hauer ed Erik Lieshout (2001)
- I banchieri di Dio - Il caso Calvi, regia di Giuseppe Ferrara (2002)
- Distruggete Los Angeles! (Scorcher), regia di John Seale (2002)
- Warrior angels - Lame scintillanti (Warriors Angels), regia di Byron W. Thompson (2002)
- Confessioni di una mente pericolosa (Confessions of a Dangerous Mind), regia di George Clooney (2002)
- La tempesta (Tempesta), regia di Tim Disney (2004)
- Camera ascunsa, regia di Bogdan Dumitrescu (2004)
- In the Shadow of the Cobra, regia di Ted Nicolaou (2004)
- Sin City, regia di Robert Rodriguez e Frank Miller (2005)
- Batman Begins, regia di Christopher Nolan (2005)
- Dracula III - Il testamento (Dracula III: Legacy), regia di Patrick Lussier (2005)
- Mirror Wars: Reflection One (Zerkal'nye vojny. Otraženie pervoe), regia di Vasilij Čiginskij (2005)
- Caccia ad aquila 1 (The Hunt for Eagle One), regia di Brian Clyde (2006)
- Minotaur, regia di Jonathan English (2006)
- Mentor, regia di David Langlitz (2006)
- Goal II - Vivere un sogno (Goal II: Living the Dream), regia di Jaume Collet-Serra (2007)
- 75 - Seventy Five (7eventy 5ive), regia di Brian Hooks e Deon Taylor (2007)
- Moving McAllister, regia di Andrew Black (2007)
- Sweet Betty, cortometraggio, regia di Giles Foster (2007)
- Magic Flute Diaries, regia di Kevin Sullivan (2008)
- Bride Flight, regia di Ben Sombogaart (2008)
- The Rhapsody, cortometraggio, regia di Max Cusimano (2008)
- Oogverblindend, regia di Cyrus Frisch (2009)
- 3, cortometraggio, regia di Dorota Zglobicka (2009)
- Barbarossa, regia di Renzo Martinelli (2009)
- Happiness Runs, regia di Adam Sherman (2010)
- Hobo with a Shotgun, regia di Jason Eisener (2011)
- I colori della passione (Mlyn i krzyz), regia di Lech Majewski (2011)
- Il rito, regia di Mikael Håfström (2011)
- Black Butterflies, regia di Paula van der Oest (2011)
- Alle for én, regia di Rasmus Heide (2011)
- Ključ salamandry, regia di Aleksandr Jakimčuk e Elena Kovaleva (2011)
- Il villaggio di cartone, regia di Ermanno Olmi (2011)
- Portable Life, regia di Fleur Boonman (2011)
- The Reverend, regia di Neil Jones (2011)
- De Heineken ontvoering, regia di Maarten Treurniet (2011)
- Spoon, regia di Sharlto Copley e Simon Hansen (2011)
- Requiem 2019, cortometraggio, regia di Rutger Hauer e Sil Van Der Woerd (2011)
- Dracula 3D, regia di Dario Argento (2012)
- Life's a Beach, regia di Tony Vitale (2012)
- Agent Ranjid rettet die Welt, regia di Michael Karen (2012)
- Il futuro, regia di Alicia Scherson (2013)
- Real Playing Game, regia di Tino Navarro (2013)
- I Turned Her to the Left, cortometraggio, regia di Stuart Gillies (2013)
- Isip the Warrior, cortometraggio, regia di Kenny Riches (2013)
- Le lettere di Madre Teresa (The Letters), regia di William Riead (2014)
- 2047: Sights of Death, regia di Alessandro Capone (2014)
- Il Re Scorpione 4 - La conquista del potere (The Scorpion King 4: Quest for Power), regia di Mike Elliott (2015)
- Armada - Sfida al confine del mare (Michiel de Ruyter), regia di Roel Reiné (2015)
- WAX: We Are the X, regia di Lorenzo Corvino (2015)
- Clones, cortometraggio, regia di Rafael Bolliger (2015)
- Genderness, cortometraggio, regia di Anders Ramsell (2016)
- Operazione Valchiria 2 - L'alba del Quarto Reich (Beyond Valkyrie: Dawn of the 4th Reich), regia di Claudio Fäh (2016)
- Drawing Home, regia di Markus Rupprecht (2016)
- Valerian e la città dei mille pianeti (Valerian and the City of a Thousand Planets), regia di Luc Besson (2017)
- The Broken Key, regia di Louis Nero (2017)
- Le ultime 24 ore (24 Hours to Live), regia di Brian Smrz (2017)
- I fratelli Sisters (The Sisters Brothers), regia di Jacques Audiard (2018)
- Samson - La vera storia di Sansone (Samson), regia di Bruce Macdonald e Gabriel Sabloff (2018)
- Break, regia di Luke Mably (2019)
- Iron Mask - La leggenda del dragone (Тайна печати дракона), regia di Oleg Stepchenko (2019)

### Televisione
- Floris – serie TV, 15 episodi (1969)
- Fuga da Sobibor (Escape from Sobibor), regia di Jack Gold – film TV (1987)
- Il principe del deserto, regia di Duccio Tessari – miniserie TV, 3 puntate (1989)
- Oltre il ricatto (Blind Side), regia di Geoff Murphy – film TV (1993)
- Voyage, regia di John MacKenzie – film TV (1993)
- Amelia Earhart. L'ultimo viaggio (Amelia Earhart: The Final Flight), regia di Yves Simoneau – film TV (1994)
- Delitto di stato (Fatherland), regia di Christopher Manaul – film TV (1994)
- Minaccia nell'Atlantico (Hostile Waters), regia di David Drudy – film TV (1997)
- Merlino (Merlin), regia di Steve Barron – miniserie TV (1998) – Vortigern
- File - Programma mortale (New World Desorder), regia di Richard Spence – film TV (1999)
- Il magico regno delle favole (The 10th Kingdom), regia di David Carson e Herbert Wise – miniserie TV, 6 puntate (2000)
- Swarm - Minaccia dalla giungla (Flying Virus), regia di Jeff Hare – film TV (2001)
- Alias – serie TV, episodio 2x13 (2003)
- Smallville – serie TV, episodi 3x01-3x02 (2003)
- Salem's Lot, regia di Mikael Salomon – miniserie TV, 2 puntate (2004)
- Poseidon - Il pericolo è già a bordo (The Poseidon Adventure), regia di John Putch – film TV (2005)
- Michelangelo - Il cuore e la pietra, regia di Giacomo Gatti – film TV (2012)
- True Blood – serie TV, 6 episodi (2013-2014)
- Francesco, regia di Liliana Cavani – miniserie TV (2014)
- Galavant – serie TV, 2 episodi (2015)
- The Last Kingdom – serie TV, 1 episodio (2015)
- Channel Zero – serie TV, 6 episodi (2018)

## Riconoscimenti
- Lucca Film Festival & Europacinema
  - 2019 – Premio alla carriera

## Doppiatori italiani
Nelle versioni in italiano delle opere in cui ha recitato, Rutger Hauer è stato doppiato da:
- Cesare Barbetti in The Hitcher - La lunga strada della paura, Furia cieca, Giochi di morte, Il principe del deserto, Detective Stone, Sopravvivere al gioco, Omega Doom
- Stefano De Sando in Alias, Sin City, Francesco, La tempesta, Le ultime 24 ore, Iron Mask - La leggenda del dragone
- Sandro Iovino in Blade Runner, Wanted - Vivo o morto, Crossworlds - Dimensioni incrociate, Caccia ad aquila 1
- Rodolfo Bianchi in Distruggete Los Angeles!, Poseidon - Il pericolo è già a bordo, Il rito, Valerian e la città dei mille pianeti
- Renato Cortesi in Eureka, Il nido dell'aquila, L'amore e il sangue, Assassinio a sangue freddo
- Sergio Di Stefano ne I maledetti di Broadway, Confessioni di una mente pericolosa, Minotaur
- Gino La Monica in Mr. Stitch - Pensieri residuali, Smallville, Dracula 3D, Il Re Scorpione 4 - La conquista del potere
- Michele Kalamera in Osterman Weekend, Le mani della notte, The Last Kingdom
- Paolo Buglioni in Soldato d'Orange, Le lettere di Madre Teresa
- Franco Zucca in Sotto massima sorveglianza, Goal II - Vivere un sogno
- Luca Biagini in Simon Magus, Channel Zero
- Oreste Rizzini in Swarm - Minaccia dalla giungla, Batman Begins
- Omero Antonutti ne Il villaggio di cartone, Il futuro
- Dario Penne in The Broken Key, Samson - La vera storia di Sansone
- Luciano Melani in Fiore di carne
- Pino Colizzi ne Il seme dell'odio
- Carlo Sabatini in Kitty Tippel... quelle notti passate sulla strada
- Massimo Rinaldi in Spetters
- Carlo Marini in Salem's Lot
- Manlio De Angelis ne I falchi della notte
- Massimo Foschi in Ladyhawke
- Giorgio Favretto in Fuga da Sobibor
- Francesco Carnelutti ne La leggenda del santo bevitore
- Paolo Ferrari in In una notte di chiaro di luna
- Emilio Cappuccio in Artic Blue
- Saverio Moriones in Oltre il ricatto
- Leslie La Penna in Amelia Earheart
- Paolo Maria Scalondro in Delitto di stato
- Glauco Onorato in Hemoglobin - Creature dall'inferno
- Romano Malaspina ne Il richiamo della foresta
- Claudio Sorrentino in Merlino
- Massimo Lodolo ne Il magico regno delle favole
- Mario Cordova in True Blood
- Francesco Pannofino in Barbarossa
- Maurizio Scattorin ne I colori della passione
- Giancarlo Prete in File - Programma mortale
- Michele Gammino in 2047 - Sights of Death